# Nitraria sphaerocarpa
Nitraria sphaerocarpa là một loài thực vật có hoa trong họ Nitrariaceae. Loài này được Maxim. mô tả khoa học đầu tiên năm 1883.